# Joan March i Ordinas
Joan March i Ordinas, conegut també com el banquer de Franco (Santa Margalida, Mallorca, 4 d'octubre de 1880 - Madrid, 10 de març de 1962) va ser un contrabandista, polític i financer mallorquí.

## Biografia
Era fill d'una família benestant de Santa Margalida. El seu pare fou en Joan March i Estelrich, home de negocis relacionats amb la indústria i l'agricultura, i la seva mare fou Maciana Ordinas i Pastor. Va estudiar comerç en el col·legi franciscà de Pont d'Inca, sent expulsat de l'escola.
L'origen de les seves activitats econòmiques se situa en el comerç de porcs, continuació del negoci familiar i que simultaniejava amb una casa de banca autoritzada al domicili. Amb els beneficis obtinguts va comprar terrenys de l'antiga i arruïnada aristocràcia mallorquina (botifarres botifleurs). Posteriorment, es va dedicar al contraban, adquirint productes a Àfrica i Gibraltar que més tard eren venuts en la costa valenciana. El 1906 es dedica a la producció de tabac, comprant part d'una fàbrica de tabac a Algèria, formant societat amb Josep Garau Tous, també de Santa Margalida; el 1911, va obtenir de la Companyia Internacional de Tabacs del Marroc, de capital francès, el monopoli del comerç de tabac a tot el Marroc, inclòs l'espanyol. Va intervenir en la producció d'electricitat a Balears, on també va aconseguir accions de la Companyia de Tramvies de Palma i Canàries.
Durant la I Guerra Mundial (1915) es va veure involucrat en un incident internacional, en donar subministraments als submarins austríacs que operaven en el Mediterrani occidental, protegits a l'illa de Cabrera enfront de S'Avall, finca de la seva propietat en la costa de Mallorca. Això va costar, a instàncies del Primer Lord de l'Almirallat britànic Winston Churchill, l'expropiació immediata de l'illa als propietaris per part del ram espanyol de Guerra i que mai la van recuperar. També desenvolupà activitats d'espionatge a favor de diverses potències, especialment Gran Bretanya.
El 1916 va crear la Companyia Trasmediterránea, que amb un capital inicial de cent milions de pessetes integrava diverses navilieres, i controlava les comunicacions entre Balears i Marroc i el tràfic de cabotatge al Llevant. L'assassinat a València, el 29 de setembre de 1916, de Rafel Garau Planes, fill del seu soci i amant de la seva dona, li va suposar un important rebuig a Santa Margalida i es va veure involucrat en diversos processos judicials, amb canvis inexplicables de jutges i fiscals, que mai pogueren demostrar la seva culpabilitat.
El seu poder i influència augmentaren durant els diferents governs de la monarquia d'Alfons XIII, i va arribar a ser elegit diputat per Palma a les eleccions generals espanyoles de 1923 per Izquierda Liberal, de Santiago Alba Bonifaz. El 1926 fundà la Banca March amb l'objectiu de finançar una part de les seves activitats empresarials.
En les activitats denominades negocis de guerra i a més de l'avituallament de submarins cal destacar la venda de milers de fusells Mauser 98 i milions de cartutxos (7,92 x 57) al capitost Abd el-Krim, que en el nord del Marroc assetjava a l'exèrcit espanyol. El genial lliurament es va fer amb els fusells desproveïts d'agulla percutora, emmagatzemades aquestes en una gavarra que no es va alliberar fins que el pagament acordat va ser satisfet i els intervinents es van trobar fora de perill. A conseqüència de totes aquestes actuacions Francesc Cambó va dir d'ell que era "l'últim pirata del Mediterrani".

### II República
Establerta la Segona República el 1931, fou elegit diputat a les eleccions generals espanyoles de 1931. Va ser detingut acusat de col·laboració amb la dictadura i de contraban. Finalment, va ser empresonat el juny de 1932 en la presó Model de Madrid acusat de dur a terme activitats econòmiques irregulars. El 1933 va ser traslladat a la presó d'Alcalá de Henares de la qual es va escapolir, subornant a l'oficial de guàrdia Eugenio Vargas. Anys més tard, en el règim de Franco, a aquest funcionari seria nomenat per alts càrrecs d'Institucions Penitenciàries.
Fugit de la presó, va arribar a Gibraltar i d'allí es va traslladar a París, on l'evasió aconseguirà interès sensacional, perquè a la seva arribada a la capital de França va convocar els representants de la premsa europea, per raonar de les acusacions i les motivacions ocultes. Va declarar en la seva defensa:
| «                                                             | Col·lectivament —afirma el Sr. March— acuso als qui el 1930 van venir a demanar-me dos milions de pessetes per fer la revolució. La República, em van dir, li retornarà un milió per cada pesseta. Acuso als que em van perseguir, prevaricant a gratcient, als qui a costa meva van falsificar documents, als qui van cometre en la tramitació del procés tots els delictes que és factible cometre en un procediment judicial. Col·lectivament acuso de prevaricacions als ministres del Govern Azaña, i d'una manera concreta i individual, als Srs. Carner, Prieto i Domingo. Però no només de prevaricacions, sinó d'altres delictes que revesteixen figura penal. No em refereixo, és clar, als auxilis morals i materials que alguns d'aquells senyors hagin recaptat i obtingut de mi, abans d'arribar al Govern. Als quinze dies d'estar reclòs a la presó de Madrid, uns amics o associats del Sr. Carner, que en aquell temps era ministre d'Hisenda, els Srs. Viellas, van comissionar un estudi relatiu als meus negocis al Marroc, i, al mateix temps, el referit ministre i altres elements del Govern gestionaven «oficialment», prop de la «Societé Internationale des Tabacs du Maroc», la rescissió del meu contracte, amb el propòsit manifest i provat d'adjudicar-ho als seus amics, i prèvia oferta a la Societat que aquesta entitat seria indemnitzada cumplidament. Com ja el director de la Societat, i el conseller espanyol, marquès de Caviedes, van objectar al Sr. Carner la impossibilitat d'executar l'operació sense el meu assentiment, ja que jo era una de les parts contractants, el ministre argüí en el seu despatx oficial: «No es preocupin vostès, March passarà a la presó tota la resta de la seva vida». | » |
| — Joan March, declaracions a la premsa internacional el 1933. | |   |

Després de les eleccions generals espanyoles de 1933, en les quals fou reescollit diputat, fou elegit vocal del Tribunal de Garanties Constitucionals, en representació de les Illes Balears.

### Guerra Civil
Amb l'objectiu de negociar el finançament inicial del cop que va donar origen a la Guerra Civil, participa en diverses entrevistes a Biarritz. Hi tracta d'assegurar el futur dels implicats en cas que la revolta no prosperés. No s'ha demostrat, però hi ha indicis racionals que March va donar sobre aquest tema certes garanties emparades en la seva fortuna.
March va ser un dels principals financers de la revolta de 1936. De fet va ser qui va pagar el lloguer del Dragon Rapide, l'avió, que va traslladar el general Franco des de Canàries al Marroc a fi de prendre el comandament de l'Exèrcit d'Àfrica. Mitjançant la seva influència, els revoltats van obtenir el suport de molts indecisos. Va finançar el primer pont aeri militar de la història, pel qual es van traslladar d'Àfrica a Sevilla les unitats d'elit –mitjançant avions alemanys Junkers Dj. 52– amb la qual cosa es van plantar gairebé a les portes de Madrid en poc temps, alhora que atacaven Extremadura apoderant-se ràpidament de Badajoz.
Cap aquí també citar la seva transferència de recursos a bancs de Roma, al costat dels de Manuel Salas i altres oligarques mallorquins, per aconseguir avions italians que irrompen en el front de Porto Cristo (Mallorca) a fi de frenar el desembarcament republicà (agost-setembre de 1936). Validats els pagaments i a bord del vapor italià Morandi, arriben en l'última setmana d'agost al port de Palma -desmuntats- els primers caces que des de l'aeròdrom de Son Bonet i de l'incipient de Son Sant Joan, atacarien els invasors, forçant la seva retirada el 4 de setembre.
Alguns cronistes coincideixen que aquests fets inicials constitueixen la veritable, àgil i efectiva contribució de Joan March en la primera fase de la Guerra i sense la qual els revoltats no haurien obtingut cert èxit. Aquest període coincideix en el temps amb la vigència de la Junta de Defensa Nacional d'Espanya (24 de juliol al 30 de setembre de 1936) per la qual cosa, atribuir a March el finançament de la totalitat de l'esforç bèl·lic és objectivament una afirmació historiogràficament controvertida.

### Després de la Guerra Civil
Segons Robert Solborg, agent americà en Lisboa el 1942, i d'acord amb documents desclassificats fa poc, el govern britànic va decidir subornar els principals generals de Franco per evitar l'entrada d'Espanya en la Segona Guerra Mundial a favor d'Alemanya. L'agent triat per efectuar el suborn va ser March, que es va encarregar de convèncer-los en major o menor mesura i distribuir entre ells una suma inicial de deu milions de dòlars americans de l'època (segons l'estudi de 2004 de l'historiador Pere Ferrer Guasp), posats a la seva disposició pel govern de Churchill. Els recursos es denominaven en clau La Cavalleria de Sant Jordi i eren els pròpiament destinats a aquest tipus d'operacions estratègiques i confidencials del tresor britànic. El Banc d'Anglaterra tenia clar que Joan March respondria amb la seva fortuna, en cas que l'operació fracassés.
L'estreta relació de March amb Wilhelm Canaris, màxim responsable de l'Abwehr fa pressuposar que l'alt comandament alemany n'estava al corrent i, per tant, es va tractar en definitiva d'un joc d'equilibris, no d'una traïció. Tots dos bàndols coneixien les regles del joc.
Acabada la Segona Guerra Mundial, era la setena fortuna del món. Posteriorment, a l'empara de la dictadura franquista, va realitzar diverses operacions financeres de gran calibre, com la compra de la Barcelona Traction en febrer de 1948, valorada en 10 milions de lliures esterlines per tan sols mig milió, a partir d'una sentència d'un tribunal de Reus que encara avui s'estudia a tot el món a l'hora de discutir els drets dels inversors internacionals.
Posteriorment, va fundar FECSA. Va ser conegut com el "banquer de Franco". Tot i això, el 1944 va començar la promoció de Joan de Borbó, que s'havia convertit a la causa aliada, al tron espanyol.
Joan March va morir el 10 de març de 1962 de les ferides sofertes en accident d'automòbil dues setmanes abans, el 25 de febrer de 1962 a Las Rozas (província de Madrid).